# Краснодарский масложиркомбинат
ОАО «Масложиркомбинат «Краснодарский» (ОАО «МЖК «Краснодарский») — крупное предприятие масложировой промышленности Краснодарского края и России. В разные годы на комбинате производились маргарин, подсолнечное, растительное масло, майонез, кетчуп, хозяйственное и туалетное мыло. В настоящее время производственная деятельность комбината сведена к минимуму.
Основные цеха и корпуса МЖК компактно расположены в центре Краснодара, где занимают крупную (25 гектаров) территорию вдоль ул. Тихорецкой и находятся в железнодорожной развилке. Архитектурный комплекс зданий комбината является объектом культурного наследия регионального значения.

## История

### Маслобойни братьев Аведовых
В конце 1890-х годах кубанский предприниматель Иван Авакович Аведов отправил письмо в Екатеринодарскую Городскую Думу, в котором он просил отвести 6 десятин земли на окраине Екатеринодара рядом с железной дорогой для возведения парового маслобойного завода. Просьба была удовлетворена, и в ноябре 1898 года началось строительство маслобоен.
На новом маслобойном заводе работало свыше 400 рабочих и выпускалось около 25000 пудов масла в сутки. В сжатые сроки предприятие стало одним из лидеров в маслобойной отрасли Российской империи.
В 1902 году на маслобойном заводе произошёл пожар, который полностью уничтожил деревянные заводские постройки. Спустя 2 года на вновь отстроенном заводе снова началось производство масла.
К 1912 году маслобойни были оснащены паровым двигателем суммарной мощностью в 604 л/с., производилось подсолнечное и льняное масло, жмыхи, численность рабочих — 316 человек.
В 1913 году екатеринодарский Аведовский завод вошёл в состав акционерного общества южных маслобойных и химических заводов «Саломас» с уставным капиталом 5 млн. рублей, объединившее крупнейшие торговые дома и маслобойные заводы Кубани.
На средства акционеров на маслобойнях был построен современный гидрогенизационный завод, на котором под воздействием водорода растительное масло преобразовывалось в саломас. Благодаря производству саломаса на маслобойнях стало возможным мыловарение; в 1915 году был создан мыловаренный завод.

### Советский период
В марте 1918 года в Екатеринодаре ненадолго установилась власть Советов, из-за чего Иван Аведов покинул город и эмигрировал во Францию. Производство на екатеринодарском заводе Аведовых полностью прекратилось.
В 1920 году в ходе гражданской войны в Екатеринодаре уже окончательно установилась советская власть. В марте 1922 года Постановлением Совета Рабочей и Крестьянской Обороны маслобойный завод братьев Аведовых был национализирован и преобразован в государственный маслозавод № 11. Маслозавод вошёл в состав треста «Югкавжирмасло» (позднее переименованный в «Севкавжирмасло»). Производство на заводе было вновь возобновлено, сам завод поначалу занимался полукустарным производством масла с широким применением ручного труда.
В 1923 году был построен современный мыловаренный завод, производивший 100 тонн мыла в сутки. Позже государственные мыловаренный, маслобойный и гидрогенизационный заводы вошли в состав Северо-Кавказского краевого треста «Севкавжирмасло». Расположенный на той же территории химический жирообрабатывающий завод «Химжир» вошёл в состав мельнично-маслобойного объединения Кубанского округа.
1 апреля 1932 году, с началом освоения в стране производства маргарина, был запущен маргариновый завод—комбинат «Союзмаргарин» мощностью 300 тонн маргарина в сутки. Тогда же на предприятии были построены силосные башни.
27 декабря 1935 году на базе старого прессового маслозавода был пущен современный маслоэкстракционный завод «Главмаргарин», работающий по технологии батарейной экстракции. Кроме растительного масла, завод освоил выпуск мыла, глицерина, лецитина и майонеза. «Главмаргарин» стал самым мощным предприятием такого типа в СССР, так как был рассчитан на переработку 480 тонн подсолнечных семян в сутки.
27 мая 1935 года по просьбе заводчан «Главмаргарину» было присвоено имя В. В. Куйбышева.
В 1937 году все расположенные на одной территории заводы объединяются в единый комбинат «Главмаргарин», на котором была введена в эксплуатацию собственная централизованная ТЭЦ, котельная, центральные механические мастерские, единые ремонтные и вспомогательные службы. К концу 1930-х годов комбинат «Главмаргарин» стал самым крупным и технически оснащённым предприятием масложировой отрасли СССР, с высокой культурой производства и производительностью труда.
С началом Великой Отечественной войны большое количество рабочих «Главмаргарина» добровольно ушли на фронт. Впоследствии четыре сотрудника комбината (Г.Т. Невкипилый, В.В. Тружников, Е.П. Игнатов и С.Е. Максименко) за боевые подвиги были удостоены высшего звания Героя Советского Союза.
С 28 июля по 8 августа 1942 года производилась эвакуация оставшихся рабочих и оборудования комбината в Среднюю Азию (в Чимкент и Самарканд).
9 августа 1942 году, перед вторжением в Краснодар немецко-фашистских войск, цеха комбината «Главмаргарин» и хранившаяся там продукция были взорваны особой командой пиротехников под  руководством сотрудников краевого управления НКВД. В период оккупации Краснодара профашистская газета «Кубань» писала: «Только на одном комбинате «Главмаргарин» погибло около 20.000 тонн подсолнечного масла, часть которого сгорела, а часть вытекла на землю».
В 1943 году, после освобождения Краснодара, комбинат пребывал в полностью разрушенном виде. Для восстановления производства на руинах «Главмаргарина» создаётся Краснодарский масложиркомбинат им. В. В. Куйбышева, который был отдан в ведение Северо-Кавказского объединения масложировой промышленности «Жирмаслопром» Министерства пищевой промышленности РСФСР.
В 1951 году был запущен цех туалетных мыл, производительностью 4 тыс. тонн в год. В 1957 году была произведена реконструкция цеха, с внедрением передовых установок вакуумной сушки непрерывного действия взамен мылохолодильных прессов.
В 1953 году был построен новый экстракционный цех с экстракторами непрерывного действия.
Полное восстановление производства на МЖК завершилось только в 1960 году, когда на территории были достроены новые производственные корпуса и административные здания. Сам комбинат проходил через несколько этапов модернизации производства. Например, были освоены технологии получения водорода электролизом воды, безреактивного расщепления жиров, щелочной рафинации масел и автоматизированной фасовки масел и маргарина.
В 1970-х годах на Краснодарском МЖК был реконструирован маслоэкстракционный завод, пущены в строй цеха гидратации масла и производства майонеза. На комбинате широко использовалось современное советское и зарубежное оборудование, которое позволяло повышалась производительность труда и постоянно наращивались объёмы производства. В результате к началу 1980-х годов Краснодарский МЖК стал одним из крупнейших предприятий масложировой отрасли СССР.

### Российский период
23 мая 1994 года Краснодарский МЖК им. В. В. Куйбышева приватизируется и акционируется в акционерное общество открытого типа «Масложиркомбинат «Краснодарский». Развитые производственные связи и большой рынок сбыта во многом помогли комбинату пережить экономический кризис 1990-х годов.
В 2001 году контрольный пакет акций ОАО «МЖК «Краснодарский» был выкуплен агрохолдингом «Русагро» бизнесмена В. Н. Мошковича. Работники комбината неоднократно жаловались, что после прихода «Русагро» началось сокращение персонала и снизилось производства маргарина (с 3600 тонн в сентябре 2002 года до 600 тонн в январе 2003 года). На комбинате стали проходить постоянные сокращения работников.
В 2006 году новым собственником ОАО «МЖК «Краснодарский» становится агрохолдинг «Юг Руси». После вхождения в структуру «Юга Руси» на комбинате продолжилось сокращение персонала и объёмов выпускаемой продукции. Комбинат стал заниматься только переработкой подсолнечника, прекратив переработку семян подсолнечника и продажи подсолнечного масла.
С 1 мая 2008 года все основные фонды «МЖК «Краснодарский» начали сдаваться в аренду. С этого момента основной деятельностью комбината стало производство майонеза и соусов.
В 2019 году «Юг Руси» планировала закрыть производство на существующей территории и перенести его за пределы Краснодара. Такое решение в компании объясняли сложностью доставки сырья на МЖК «Краснодарский» из-за трафика в городе. Планы «Юга Руси» вызвали возмущение со стороны сотрудников комбината, которые сообщали, что на самом деле «Юг Руси» собирается продать МЖК «Краснодарский» под застройку, а всех сотрудников уволить. Также недовольство было вызвано тем, что руководство «Юга Руси» целенаправленно банкротило МЖК «Краснодарский», превратив некогда стабильное и рентабельное предприятие в убыточное.
В ходе начавшегося скандала гендиректору холдинга «Юг Руси» Александру Гребенщикову пришлось официально объявить, что МЖК «Краснодарский» останется на существующей территории. Однако Гребенщиков добавил, что из-за близости комбината к селитебной территории элеватор, маслоэкстракционный и мыловаренный заводы прекратят свою работу. Тогда же глава Краснодара Евгений Первышов заявил, что «ни о каких девелоперских проектах на территории МЖК «Краснодарский» речи не идёт, и идти не может».
В сентябре 2023 года «Юг Руси» вышел из капитала ОАО «МЖК «Краснодарский», передав 81% своих акций Василию Кислову, который в октябре продал свои акции предприятия. 
В конце 2024 года стало известно, что новые собственники ликвидировали производство и планируют застроить территорию комбината многоэтажными жилыми домами. Идея застройки МЖК была также поддержана городскими властями.

## Деятельность
В последние годы МЖК «Краснодарский» производил фасованные растительные масла, майонезы, соусы, кетчупы, приправы и пряности. Продукция производилась под торговыми марками «Провансаль», «Аведовъ», «Краснодарский», «Веркино масло», «Южное солнце», «Сто рецептов» «Раздолье», «Аннинское». Продукция МЖК поставлялась во многие российские торговые сети.
В состав МЖК «Краснодарский» входило пять заводов:
- Маслоэкстракционный завод (МЭЗ) с производственной мощностью 650 тонн в сутки подсолнечных семян;
- Гидрогенизационный завод с производственной мощностью 240 тонн в сутки саломаса;
- Маргариновый завод с производственной мощностью 140-210 тонн в сутки маргариновой продукции (маргарин и майонез);
- Мыловаренный завод с производственной мощностью 140-180 тонн в сутки хозяйственного и туалетного мыла[25].
- Механический завод, обеспечивавший оборудованием и запасными частями все заводы МЖК и другие масложировые предприятия[26].

На территории комбината имеется собственная паротурбинная ТЭЦ, которая полностью обеспечивает энергоснабжение МЖК «Краснодарский», а также является одним из источников теплоснабжения города.